# Gasterosteus
Gasterosteus ist eine Gattung der Stichlinge. Ihre Vertreter besiedeln ein breites Spektrum von Habitaten sowohl im Salz- wie auch im Brack- und Süßwasser. Sie sind in weiten Teilen der nördlichen Hemisphäre anzutreffen, dringen dabei aber nicht so weit in arktische Regionen vor wie die Stichlinge der Gattung Pungitius. Der Verbreitungsschwerpunkt liegt entlang der Meeresküsten im marinen Bereich. Typusart ist der Dreistachlige Stichling und Europa Terra typica.

## Merkmale
Die relativ kleinen Fische sind in Größe und Seitenbeschilderung relativ variabel, die Unterschiede sind teilweise genetisch festgelegt, unterliegen aber auch stark ökologischen Einflüssen. Die marinen und anadromen Formen sind in der Regel größer und schlanker als reine Süßwasserpopulationen. Vor der weichstrahligen Rückenflosse stehen auf Knochenplatten entlang der Rückenmitte drei, selten vier, Rückenstacheln. Die ersten beiden Stacheln sind lang und kräftig, der hintere Stachel ist deutlich kleiner. Die absolute Länge der Stacheln unterliegt starken Schwankungen. Ein weiterer kräftiger Stachel sitzt jeweils an jeder Bauchflosse. Die Ventralstacheln stützen sich gegen den massiven Beckengürtel ab. Letzterer besteht aus den zu einem großen Bauchschild miteinander verwachsenen Beckenknochen (Ossa pubis), deren verlängerte Flügel mit den benachbarten Seiten- und Rückenschilden verbunden sind. Am Beginn der Afterflosse steht noch ein weiterer, kürzerer Stachel. Jeweils eine Reihe Knochenplatten bedeckt die Körperseiten. Ihre größte vertikale Ausdehnung erreichen sie in der Bauchregion, die kleinsten Schilde befinden sich am Beginn des Schwanzstiels, der gekielte Platten trägt.
Innerhalb der Gasterosteidae haben die Gasterosteus mit ihren in der Anzahl zwar reduzierten aber sehr effizienten Stacheln und der robusten Beschilderung die effizienteste Defensivbewaffnung ausgebildet. Dies erlaubt ihnen eine, im Vergleich zu anderen Mitgliedern ihrer Familie, offenere Lebensweise was sich unter anderem durch Aufenthalte in deckungsarmen Bereichen und eine sehr augenfällige Laichfärbung der Männchen äußert.

## Systematik
Zum Zeitpunkt ihrer Definition durch Linnaeus wurden der Gattung Gasterosteus außerdem noch der Neunstachlige und der Seestichling zugerechnet. Diese beiden Arten wurden aber später in der Rang eigener Gattungen erhoben. Die taxonomische Erfassung von Gasterosteus ist äußerst schwierig. Zeitweise hatten über 40 verschiedene Populationsgruppen Artrang. Später wurden diese Gruppen mit Ausnahme von Gasterosteus wheatlandi als konspezifisch unter der "Superspezies" Gasterosteus aculeatus zusammengeführt. In den 1990er Jahren wurden einige Taxa durch Kottelat revalidisiert. Die damit einhergehende Teilung des europäischen Dreistachligen Stichlings in eine voll beschilderte Art mit marinem Verbreitungsschwerpunkt, G. aculeatus, und ein gering beschilderte Art mit überwiegend binnenländischem Lebensraum in Westeuropa, Gasterosteus gymnurus, wird durch Paepke abgelehnt. Er argumentiert, dass die Verteilung der Süßwasserhabitate von G. gymnurus nicht mit der Tatsache in Übereinstimmung zu bringen ist, dass alle Dreistachligen Stichlinge ihre Lebensräume im Binnenland durch Flusssysteme von der Küste kommend erreicht haben und die Art daher polyphyletisch ist. In gemeinsam bewohnten Gebieten paaren sich gering und voll beschilderte Form uneingeschränkt mit fertilen Nachkommen. Die ebenfalls revalidisierte Art Gasterosteus islandicus betrachtet Paepke aus den gleichen Gründen als polyphyletisch.
- Dreistachliger Stichling (Gasterosteus aculeatus Linnaeus, 1758)
- † Gasterosteus crenobiontus Bacescu & Mayer, 1956
- Gasterosteus nipponicus[7]
- Schwarzgefleckter Stichling (Gasterosteus wheatlandi Putnam, 1867)

Einige Populationen, die möglicherweise Artstatus erreichen, sind noch nicht wissenschaftlich beschrieben. Beispiele dafür sind der "Weiße Stichling" in Nova Scotia und Formen aus dem Aschabatschje-See auf Kamtschatka.

## Belege
1. 1 2 3 4 5  Petru M. Bănărescu, Hans-Joachim Paepke: The Freshwater Fishes of Europe, Aula-Verlag, Wiebelsheim 2002, ISBN 3-89104-658-8. (Volume 5. Cyprinidae 2, Part III: Carassius to Cyprinus; Gastorosteidae) S. 206–208
2. ↑  Hans-Joachim Paepke: Die Stichlinge: Gasterosteidae, Westarp Wissenschaften, Magdeburg 1996, ISBN 3-89432-492-9, S. 100.
3. 1 2 3  Paepke S. 88
4. 1 2  Paepke S. 91,92
5. ↑  Hans-Joachim Paepke: Über die Nestbautechniken der Stichlinge In: Aquaristik-Fachmagazin Jg. 40, Nr. 202, 2008, ISSN 1437-4854, S. 48,49
6. ↑  Maurice Kottelat, Jörg Freyhof: Handbook of European freshwater fishes. Kottelat und Freyhof, Cornol (Schweiz) und Berlin 2007, ISBN 978-2-8399-0298-4. S. 492–496.
7. ↑  Higuchi, M., Sakai, H. & Goto, A. (2014): A new threespine stickleback, Gasterosteus nipponicus sp. nov. (Teleostei: Gasterosteidae), from the Japan Sea region. Ichthyological Research, November 2014, Volume 61, Issue 4, Seite 341–351, DOI:10.1007/s10228-014-0403-1